# 浦川まさる
浦川 まさる（うらかわ まさる、1961年9月14日 - ）は、日本の漫画家。女性。血液型はO型。大阪府出身。京都芸術短期大学美術史卒業。姉は同じく漫画家の浦川佳弥。京都府在住。既婚。
1981年、第13回りぼん新人漫画賞を受賞した『快刀乱麻桃太郎』でデビュー。以後、『りぼん』や『マーガレット』（集英社）などで活動。2002年ごろより活動の場を『サスペリアミステリー』（秋田書店）に移し、推理小説のコミカライズなどを姉と共同で手がけている。
尊敬する漫画家は手塚治虫、好きな役者はハリソン・フォード。

## 作品リスト
- ウルフボーイ伝説
- 赤い風の伝説
- いるかちゃんヨロシク（全7巻・文庫全4巻）
- ミルキーショック!!
- 九太郎がやってきた!（全3巻）
- つばめ組においでよ!
- いちご金時れもん味（全2巻）
- 教室のミラージュ
- 聖女（マドンナ）殺人事件
- マイ・ロマンティック
- 聖女（マドンナ）はスノウ・ホワイト
- 地獄のエンジェル
- 七星におまかせ（全3巻）
- キャット探偵くらぶ
- 愛の大奥 華迷宮 綱吉が求めた女（携帯コミックサイトMiChao!連載、浦川まさる&佳弥）

### コミカライズ作品

#### 『サスペリアミステリー』連載作品（浦川まさる＆佳弥）
- トレジャーハント・トラップ・トリップ（原作：倉知淳）
- ミステリなふたり（原作：太田忠司）
- 殺人喜劇の鳥人伝説（原作：芦辺拓）
- 環状線に消えた女（原作：西村京太郎）
- 京都殺人化粧（原作：山村美紗）
- 殺人現場は雲の上（原作：東野圭吾）

#### 映画コミカライズ
- 7月24日通りのクリスマス
- 伝染歌　映画原作版

#### ドラマコミカライズ
- ハンチョウ〜神南署安積班〜

#### 小説コミカライズ
- 誘惑は蜜の味（原作：ダイアナ ハミルトン、ハーレクイン）

## アシスタント
- まるいミカ

## 関連サイト
- 浦川まさる (@urakawamasaru) - X（旧Twitter）